# Cratere Donna
Donna è un cratere lunare di 1,84 km situato nella parte nord-orientale della faccia visibile della Luna.